# تاج آراگون
تاج آراگون (‎/ˈærəɡən/‎; آراگونی: Corona d'Aragón, کاتالونیایی: Corona d'Aragó، اسپانیایی: Corona de Aragón‎) یک پادشاهی مرکب یا آن طور که امروزه گفته می‌شود کنفدراسیونی از موجودیت سیاسی یا پادشاهی‌های منفرد تحت حاکمیت یک پادشاه بود، با اتحادیه دودمانی و سلسله‌ای پادشاهی آراگون و کنت‌نشین بارسلون. تاج و تخت آراگون در اوج خود در قرن‌های ۱۴ و ۱۵ام، بخش بزرگی از شرق اسپانیای امروزی، بخش‌هایی از جنوب فرانسه، و یک امپراتوری دریای مدیترانه را در بر می‌گرفت که جزایر بالئاری، سیسیل، جزیره کرس، ساردینیا، مالت، جنوب ایتالیا (از ۱۴۴۲) و یونان (تا ۱۳۸۸) را شامل می‌شد. قلمروهای جزء تاج و تخت جز در سطح پادشاه متحد نبودند، و شاه بر هر کشور به‌طور خودمختار بنا بر قوانین خود آن حکومت می‌کرد و تحت ساختارهای مالیاتی آن بودجه جمع‌آوری می‌کرد.